# 中山下
中山下（なかさんげ）は岡山県岡山市北区にある町名。郵便番号は700-0821。

## 概略
岡山市内の繁華街の一つで、岡山中央郵便局やNTT西日本の支店などの郵政・通信関連の施設が国道53号（柳川筋）沿いに立ち並んでいる。1999年にクレド岡山、2000年にロフトの入居する岡山ロッツがオープンするなど若者が集まる街となっているが、2006年にサンステーションテラス岡山（さんすて岡山）がオープンするなど岡山駅周辺との競争が生じている。
2020年国勢調査による人口は1954人、世帯数は1139世帯、面積は15万4731.014m2、人口密度は1万2628.37人/km2。
2005年に廃校となった岡山中央南小学校（旧・深柢小学校）跡地の利用計画として、建物が老朽化している川崎病院を移転させる案が検討されている。2016年に移転し、川崎医科大学総合医療センターとなった。
なお、中山下は「なかさんげ」と読むが、県外者にとっては難読地名の一つであり、「なか・やました」または「なかやま・しも」と誤読されることがある。

### 小・中学校の学区
公立の小・中学校に通学する場合、学区は次のように指定されている 。
| 区域         | 小学校         | 中学校         |
| ------------ | -------------- | -------------- |
| 中山下一丁目 | 岡山中央小学校 | 岡山中央中学校 |
| 中山下二丁目 | 岡山中央小学校 | 岡山中央中学校 |

## 施設
- クレド岡山
  - ギャップ
  - ビームス
  - 紀伊國屋書店
- 岡山ロッツ
  - ロフト
  - ユニクロ
  - スターバックス
- ジョリー東宝（映画館）
- 中国精油本社
- NTT西日本岡山支店
- 日本郵政岡山中央郵便局
- 四国銀行岡山支店
- 川崎医科大学総合医療センター
- 天満屋バスステーション
- 岡山電気軌道清輝橋線郵便局前停留場

### マスメディア
- FM岡山（クレド岡山内） - JFN系FMラジオ局
- レディオモモ - コミュニティFMラジオ局
- 読売新聞岡山支局

## ギャラリー

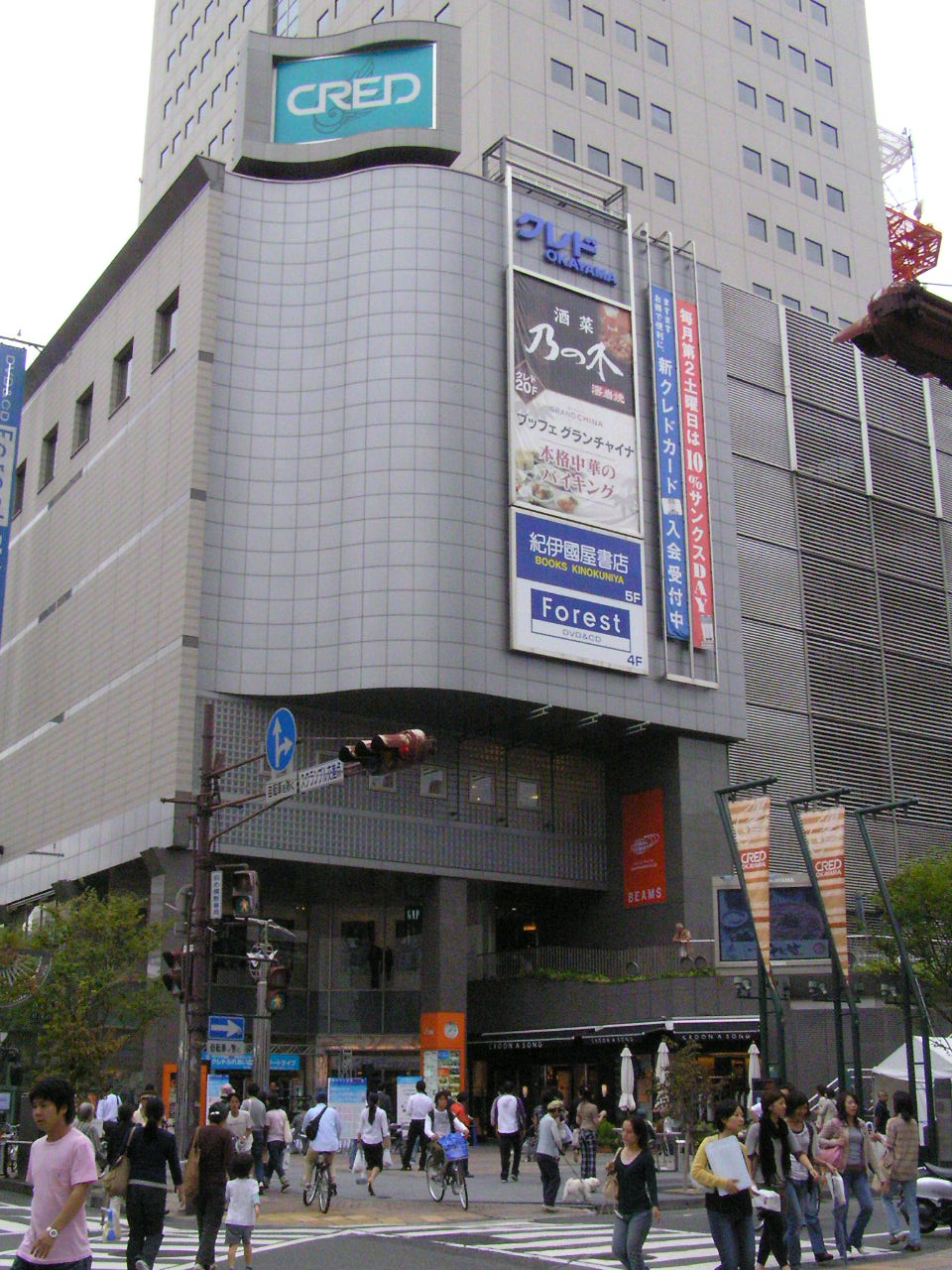
NTTクレド岡山
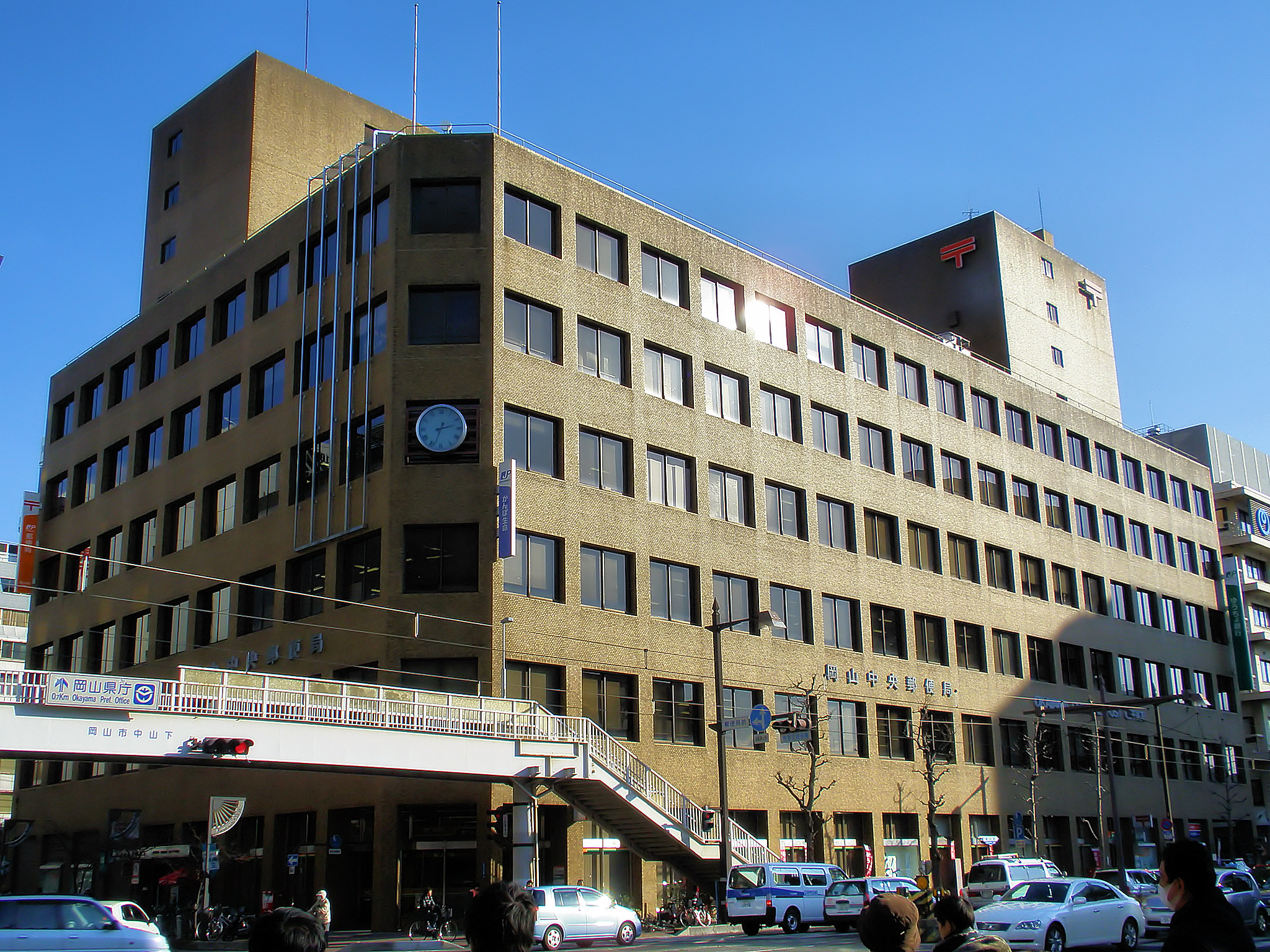
岡山中央郵便局
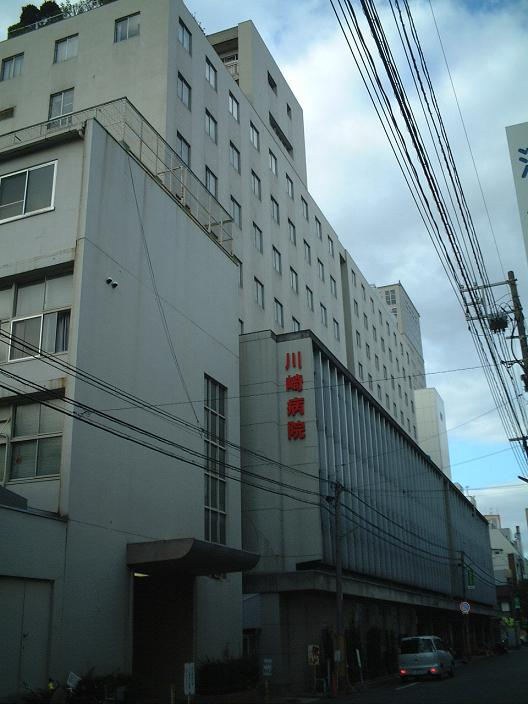
旧・川崎病院
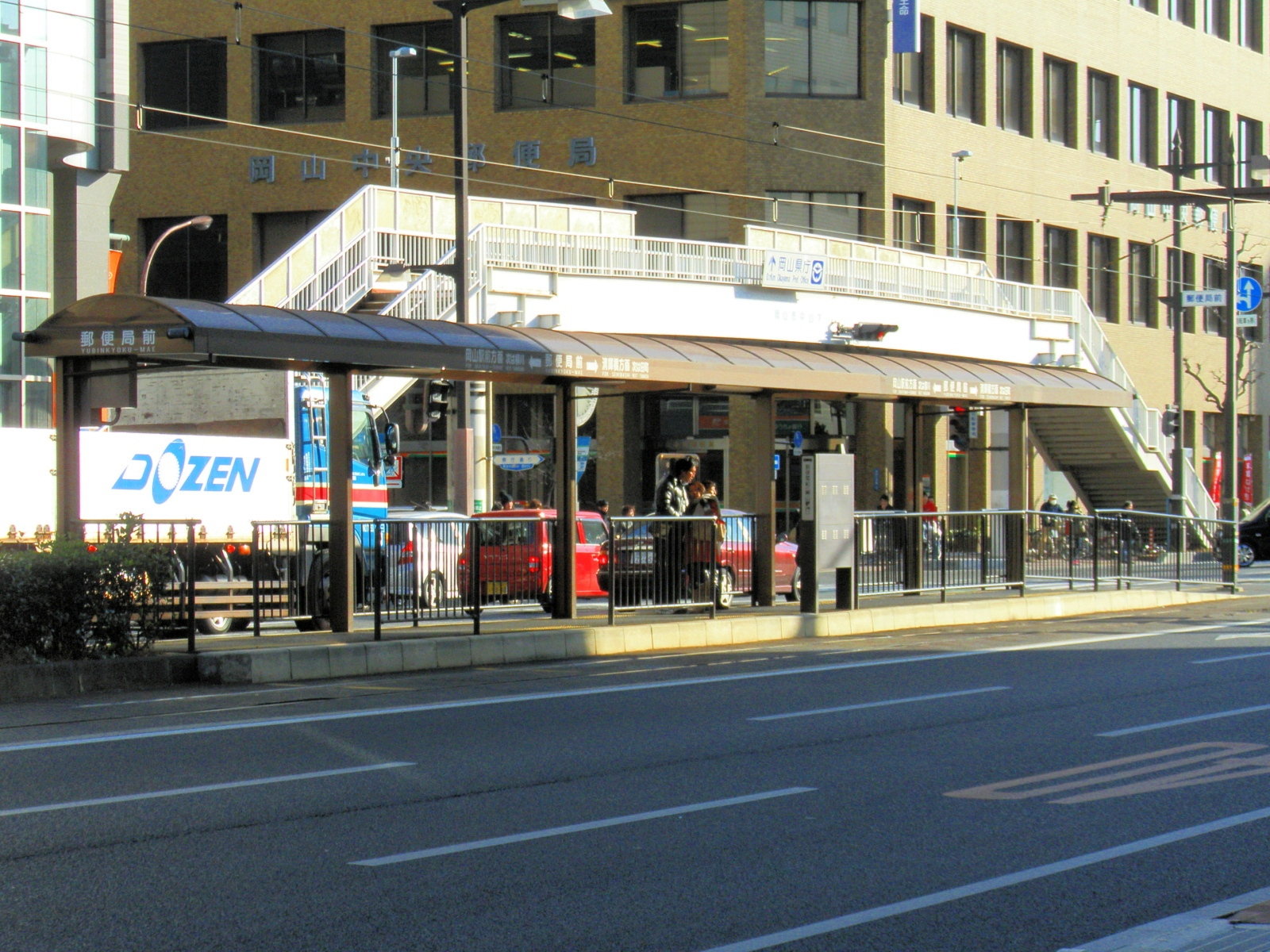
郵便局前停留所
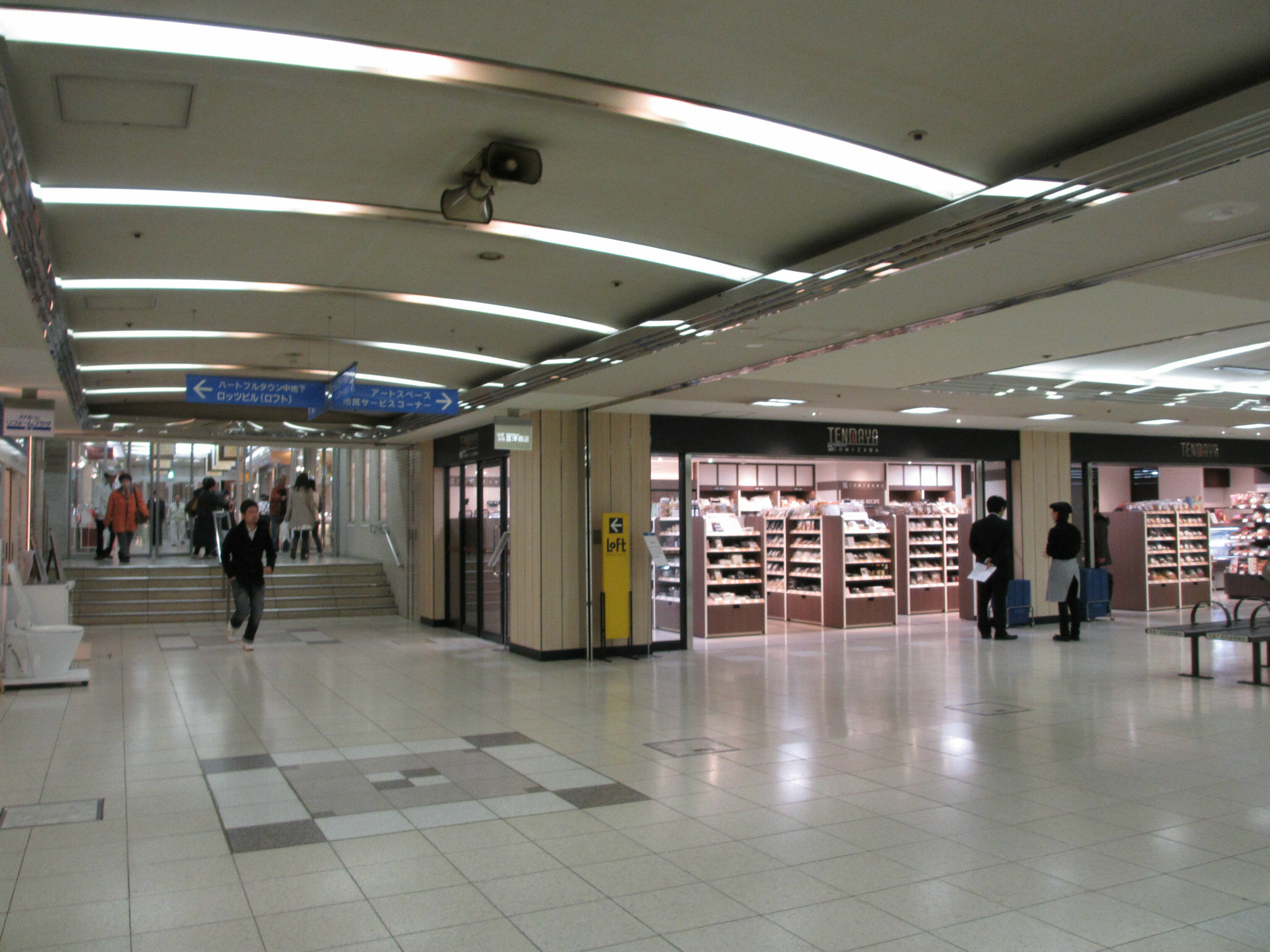
天地下タウン
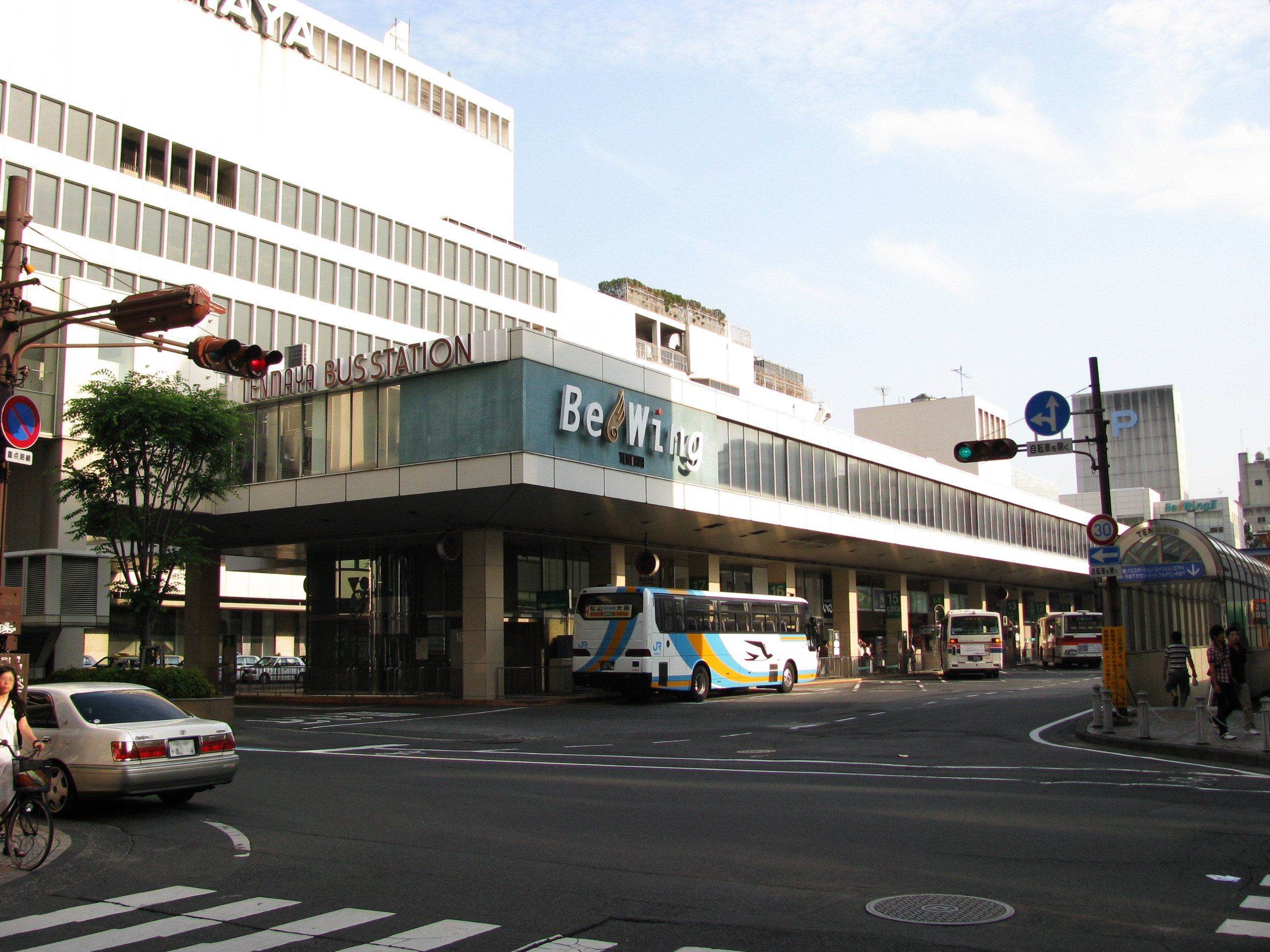
天満屋バスステーション
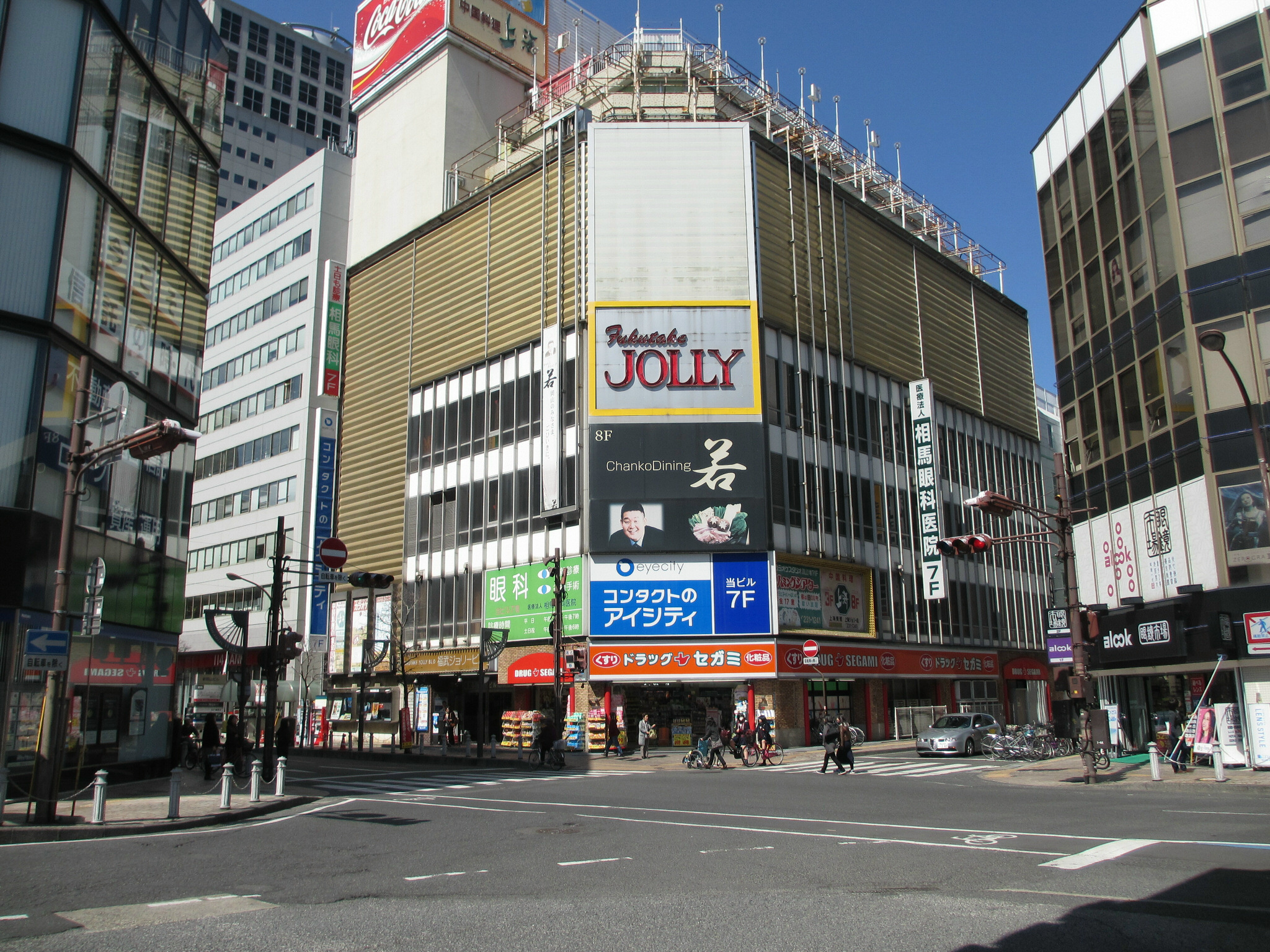
福武ジョリービル (ジョリー東宝)